# Songs in Red and Gray
Songs in Red and Gray è il sesto album discografico in studio della cantautrice statunitense Suzanne Vega, pubblicato nel 2001. Si tratta dell'ultima produzione per la A&M e segna anche la fine del rapporto con il marito e produttore Mitchell Froom.

## Tracce
Tutte le tracce sono composte da Suzanne Vega, tranne ove indicato.
1. Penitent – 4:16
2. Widow's Walk – 3:33
3. (I'll Never Be) Your Maggie May – 3:47
4. It Makes Me Wonder – 4:00
5. Soap and Water – 3:03
6. Songs in Red and Gray – 4:18
7. Last Year's Troubles – 3:35
8. Priscilla – 4:14
9. If I Were a Weapon – 2:45
10. Harbor Song – 4:18
11. Machine Ballerina – 2:57
12. Solitaire – 2:10
13. St. Clare – 2:30 (scritta da Jack Hardy)
14. Golden - 3:53 (solo nell'edizione giapponese)